# Junear
Junear（ジュニア）は日本のR&Bソウル歌手、ボイストレーナー。
岡山県出身。174cm。血液型はB型。

## バイオグラフィ
大学在籍時よりゴスペルをRonnie Ruckerに師事。卒業後はR&B、ポップスをGary Walkerに師事する。
ユニット活動の後ソロとして発表したアルバム"amazing love"がiTunesのR&Bアルバムチャートで2位を記録。
多数のアーティストへのコーラス参加やミュージカルへの出演、アニメのEDテーマ等、活動の幅を広げる。
ボイストレーナーとしてはメジャーアーティストを数多く指導。

## 作品

### シングル
- We are as one

### アルバム
- amazing love
- Plat Home

### Other
- Never give up!!! / Dragon Ball Z Kai The Final Chapters- EndingSong

## コーラス参加
- EXILE ATSUSHI
- EXILE
- Superfly
- HY
- AI
- 石井竜也
- HI-D
- BENI
- 大原櫻子

他多数